# Sa Coma
Sa Coma är en ort i Spanien.   Den ligger i regionen Balearerna, i den östra delen av landet, 600 km öster om huvudstaden Madrid. Sa Coma ligger 6 meter över havet och antalet invånare är 3 045. Den ligger på ön Mallorca.
Terrängen runt Sa Coma är platt åt sydväst, men norrut är den kuperad. Havet är nära Sa Coma åt sydost.  Närmaste större samhälle är Manacor, 13,9 km väster om Sa Coma. 